# Sedum frutescens
Sedum frutescens es una especie de planta de la familia de las crasuláceas, nativa de México.

## Descripción, distribución y hábitat
Sedum frutescens es —junto con su pariente cercano Sedum oxypetalum y un puñado de especies más— de los únicos miembros de porte arborescente de la familia Crassulaceae. Se trata de un arbusto de alrededor de 1 m de alto. El tronco único es suculento, muy ramificado y marrón-grisáceo, con corteza exfoliante. Las ramas jóvenes son finamente papilosas. Las hojas alternas, de color verde brillante, son elíptico-lineares o elíptico-oblongas, aplanadas, de ápice agudo o subemarginado, finamente papilosas sobre el margen. La inflorescencia, presente entre abril y junio, es una cima pequeña y poco ramificada de flores con 5 pétalos lanceolados a suboblongos, acuminados, blancos, de 5 a 6 mm de largo, y anteras rojas. El fruto es un folículo con numerosas semillas marronas de alrededor de 1 mm de largo.
Sedum frutescens es un endemismo del Eje Neovolcánico de México (de Michoacán a Puebla), donde se distribuye principalmente por las laderas de orientación meridional de matorral xerófilo, bosque seco y bosque mixto, entre los 2000 y los 2590 metros sobre el nivel del mar. Se trata de una especie escasa con una distribución fragmentada; por esto, así como por la destrucción de su hábitat y su frecuente extracción con fines ornamentales, las normas oficiales de México la consideran una especie en peligro de extinción.

## Cultivo
Como muchas especies de su familia, Sedum frutescens es popular en jardinería. Por su apariencia arborescente es apreciada en la técnica de bonsái. Puede propagarse vegetativamente a partir de las ramillas. Necesita luz directa o indirecta, con abundante flujo de aire y riego en verano (poco o nada en invierno). Prefiere los suelos porosos con buen drenaje. No es resistente a las heladas.

## Taxonomía
Sedum frutescens fue descrita en 1911 por Joseph Nelson Rose en Contributions from the United States National Herbarium 13(9): 298.

### Etimología
Sedum: nombre genérico del latín que, en épocas romanas, designaba ciertas especies de la familia Crassulaceae (Sempervivum tectorum, Sedum album y Sedum acre), y usado, entre otros, por Plinio el Viejo en su Historia Naturalis (18, 159).
frutescens: epíteto latino que significa "que se vuelve arbustivo".

### Sinonimia
No se tienen registrados sinónimos para esta especie.